# کامبرلند سیتی (تنسی)
کامبرلند سیتی(به انگلیسی: Cumberland City) شهری در ایالت تنسی کشور ایالات متحده آمریکا است که جمعیت آن در سرشماری سال ۲۰۱۰ میلادی، ۳۱۱ نفر بوده‌است.